# Laurent Thiery
Laurent Thiery est un homme politique français né le 29 juin 1852 à Chalon-sur-Saône et décédé le 13 juillet 1937 à Belfort (Territoire de Belfort)

## Biographie
Journaliste, puis directeur du journal La Frontière à Belfort, il est conseiller municipal de cette ville de 1904 à 1912. Conseiller général en 1904, il est élu président du conseil général en 1915. Il est sénateur du Territoire-de-Belfort de 1912 à 1927, inscrit au groupe de la Gauche démocratique. Il est président de la commission des réformes sociales et fait partie pendant la guerre de la commission supérieure des prisonniers de guerre. Battu de justesse en janvier 1927, il formule un recours, mais meurt quelques mois plus tard.
Franc-maçon, il est démis d'office de ses mandats, en 1941, en application de la loi sur les sociétés secrètes,.